# Ферно
Ферно (італ. Ferno) — муніципалітет в Італії, у регіоні Ломбардія, провінція Варезе.
Ферно розташоване на відстані близько 530 км на північний захід від Рима, 65 км на північ від Мілана, 45 км на північний схід від Варезе.
Населення — 6937 осіб (2014).
Покровитель — San Antonio e S. Martino.

## Демографія
Населення за роками:

Станом на 1 січня 2023 року в муніципалітеті офіційно проживали 504 іноземці з 41 країни, серед них 85 громадян країн Євросоюзу та 15 громадян України.

## Сусідні муніципалітети
- Лонате-Поццоло
- Самарате
- Сомма-Ломбардо
- Віццола-Тічино